# Fallout 3
«Fallout 3» (буквально «Радіоактивні опади») — відеогра жанру action-RPG, розроблена компанією Bethesda Softworks, третя гра в основній серії Fallout. Гра вийшла для ігрових консолей Xbox 360, PlayStation 3, а також персональних комп'ютерів (для Microsoft Windows) 28 жовтня 2008 року у США, 30 жовтня 2008 року у Європі та Австралії, 31 жовтня 2008 року у Великій Британії та Ірландії, а 4 грудня 2008 року у Японії.
Події «Fallout 3» відбуваються у 2277 році, за 36 років після подій «Fallout 2» й 200 років після ядерної катастрофи, якої зазнав вигаданий ігровий світ. Це була китайсько-американська війна у другій половині 21 століття, до якої призвели тривалі міжнародні конфлікти. Гравець виступає в ролі жителя Сховища 101, захищеного притулку, розробленого для захисту невеликої кількості людей від випадіння радіоактивних опадів (власне, від Fallout). Коли за загадкових обставин батько персонажа зникає, герой (або героїня) втікає зі Сховища й відправляється у подорож руїнами Вашингтону та його околиць, аби знайти батька. На своєму шляху гравцю допомагають люди, що вижили після катастрофи, але також він повинен битися з безліччю ворогів, що нині населяють територію, яка тепер зветься «Столичний пустир». Гра характеризується типовою для бойових стратегічних ігор (action strategy game) бойовою системою, а також включає елементи шутера від першої особи (first-person shooter) та страшної гри на виживання (survival horror game).
Після свого релізу «Fallout 3» отримав дуже позитивні відгуки від критиків та кілька нагород «Гра року», що особливо відзначали ігровий процес з відкритим фіналом та розгалужену систему характеристик персонажа. Протягом першого місяця від початку релізу було продано більш 610 000 копій гри, що перевершило попередній реліз компанії «Bethesda» — гру «The Elder Scrolls IV: Oblivion». Гра також отримала підтримку після виходу у вигляді 5 додатків (add-ons), доступних для завантаження. Також автори запропонувала для користувачів редактор місій.

## Ігровий процес

### Розвиток персонажа
На початку гравець обирає для свого персонажа ім'я, стать, расу і зовнішність. У віці персонажа 1, 10 і 16 років над ним дається контроль для ознайомлення з основами ігрового процесу. Коли йому виповнюється 19 років, головний герой покидає рідне Сховище та отримує можливість змінити параметри перед початком основних подій гри.
Параметри персонажа діють за системою SPECIAL, всього є сім базових параметрів: сила, чуття, витривалість, харизма, інтелект, спритність і удача. Кожен з них може мати максимальне значення у 10 одиниць. Параметри SPECIAL визначають особливості ігрового процесу, можливості й подальший розвиток героя. Залежні від них навички визначають рівень володіння різними видами зброї, ефективність ремонту спорядження і так далі. Під час проходження гри головний герой заробляє очки досвіду, по наборі певної кількості яких отримує новий рівень розвитку і нові пункти для вдосконалення своїх параметрів та перки.
Герой має такий вторинний параметр як карма, що відображає ставлення до нього інших персонажів. Якщо персонажа застануть за крадіжкою або пробиранням до чужого житла, він отримає покарання.

### Подорожі світом
Впродовж сюжету персонаж відвідує різні місця, для виживання в яких і виконання поставлених завдань користується своїми здібностями, зброєю і спорядженням. Персонаж гравця володіє портативним комп'ютером «Pip-Boy 3000», за допомогою якого може слідкувати за станом свого здоров'я, навичками, інвентарем, переглядати карти місцевості, читати інформацію про завдання і збережені нотатки. Крім того «Pip-Boy» має вбудовані лічильник Гейгера, радіо і ліхтарик.
Зброя та костюми при використанні зношуються і за відсутності ремонту ламаються. Відповідно зменшуються їхня користність і ціна при продажі. За наявності потрібної навички поламані речі можна відремонтувати. За наявності верстака, креслень і матеріалів, персонаж здатний виготовити нові предмети.
У своїх подорожах герой час від часу знаходить закриті приміщення, замки яких здатен зламати, якщо має достатній рівень відповідних навичок.

### Бої
Бої з противниками відбуваються у режимі реального часу із застосуванням системи наведення VATS (Vault-Tec Auto Targeting System). Ця система дозволяє сповільнити гру і вибрати які частини тіла противника в якому порядку атакувати для його успішного знищення. При цьому кількість доступних дій залежить від запасу очок дії, що визначаються характеристиками персонажа та його зброї. В ході атаки гравець може промахнутися абож завдати підвищених ушкоджень.
На здоров'я впливають низка додаткових чинників, як радіація, отрути, падіня з висоти. Запас здоров'я відновлюється вживанням їжі й напоїв. Проте їжа сама по собі може бути зараженою радіацією. Стимулятори тимчасово підвищують опірність до радіації, атак, збільшують атрибути персонажа.
З убитих противників можливо зібрати їхнє майно чи частини тіла, наприклад, мутантів, для подальшого використання чи продажу.

## Сюжет

### Передісторія
Наприкінці XXI сторіччя боротьба за нафтові родовища спровокувала конфлікт між США й Китаєм. Дипломатична суперечка незабаром переросла в збройне протистояння двох наддержав, що тривало лічені години через запуск ядерних ракет.
Земля перетворилася у випалену пустелю, проте деяким американцям вдалося врятуватися від згубної радіації в спеціальних підземних сховищах, збудованих організацією Vault-Tec Industries незадовго до катастрофи. У сховищах люди продовжили жити, повністю відрізані від зовнішнього світу, крім того будучи учасниками таємних експериментів Анклаву — спадкоємців уряду США. Лише зрідка окремі сміливці наважувалися вийти на поверхню, яку за двісті років населили нащадки вцілілих у війні та мутанти.

### Події гри
У Сховищі 101, розташованому неподалік Вашингтона, герой, як і інші діти, дорослішає і навчається. Його мати померла під час пологів, а вихованням зайнявся його батько, Джеймс. В 10 років Доглядач Сховища вручає головному герою портативний комп'ютер «Pip-Boy 3000 A», а батько дарує зброю. У 16 років персонаж проходить традиційний тест «G.O.A.T.H.», який визначає схильність до майбутньої професії. Коли героєві виповнюється 19 років, він дізнається, що Джеймс пішов зі Сховища, нічого не пояснивши. Він вирушає на пошуки та виходить на поверхню, стаючи відомим як Самотній Подорожній.
Найближчим містом виявляється Мегатонна, побудоване навколо деактивованої ядерної бомби. Там Подорожній дізнається, що його Сховище відкривалося й раніше, але через низку смертей незадовго до народження головного героя його знову закрили, щоб нікого не наражати на небезпеку. Батько ж героя, за словами власника салуну Моріарті, вирушив до радіостанції «Новини Галактики».
Подорожній проходить через тунелі метро та натикається на мутантів і бандитів, та його виручають воїни Братства Сталі, що йшли на допомогу радіостанції. Вирушивши з ними, герой зустрічає діджея Трідогнайта, який просить надати послугу: знайти ретранслятор і поставити на вершині Монумента Вашингтона для збільшення території охоплення радіосигналу. Пробитися до Історичного музею і взяти тарілку з місяцехода Подорожньому допомагає Братства Сталі. Трідогнайт за це відкриває, що батько попрямував в Рівет-Сіті, згадуючи проект «Чистота».
У Рівет-Сіті Самотній Подорожній зустрічає доктора Медісон Лі — вченого, яка разом з Джеймсом працювала над проектом «Чистота», покликаним забезпечити Пустку чистою водою в промислових масштабах. Вона розповідає героєві про його дитинство і повідомляє, що батько вирушив до Меморіалу Джефферсона. На меморіалі виявляються записи батька, в яких той розповідає, що вирушив до Сховища 112 на бесіду з його Доглядачем, доктором Станісласом Броном. На місці Подорожній знаходить, що жителі Сховища перебувають в капсулах, де для них створена віртуальна реальність «Транквіліті-лейн», що зображає мальовничий куточок довоєнного світу. Віртуальним світом керує божевільний Брон, котрий одночасно є главою довоєнної компанії Future-Tec. За час ізоляції він винайшов собі «розвагу» — утримувати людей в ілюзорному світі, який цілком контролює. Герой сідає в порожню капсулу, опиняється в «Транквіліті-лейн» та розшукує свого батька Джеймса і разом вони вибираються з пастки Брона.
Після повернення Джеймса і головного героя до доктора Лі робота над проектом «Чистота» поновлюється. На меморіалі Джефферсона знаходиться очищувач, який спільними зусиллями вдається відремонтувати. Перед самим запуском очисника прилітають бійці залишків довоєнного уряду, Анклаву, і захоплюють будівлю. Полковник Отем, погрожуючи, намагається змусити Джеймса віддати технології, але той провокує викид радіації, від якої гине сам і вбиває солдатів. Проте Отем встигає зробити собі протирадіаційну ін'єкцію і виживає. Доктор Лі з ученими тікають через підземний хід, що веде до Цитаделі Братства Сталі. Подальшою ціллю героя стає добути довоєнну установку GECK з метою почати відновлення природи навколо.
Подорожній вирушає до Сховища 87, жителів якого було претворено на мутантів з метою отримати армію для завоювання Пустки. Мутанти тероризують Пустку, але Подорожній може подружитися з одним з них — Фоксом. Зрештою в Сховищі герой добуває GECK і вирушає назад, але на виході натикається на бійців Анклаву, котрі оглушують Подорожнього. Президент Анклаву Джон Генрі Едем доручає йому знищити мутантів Столичної Пустки, отруївши очисник проекту «Чистота». Він вручає Подрожньому валізку з вірусом, але той може або переконати президентата, що він помиляється, або запустити самознищення його бази. Зрештою Подорожній вибирається з бази.
Після повернення героя в Цитадель Братство Сталі ініціює операцію із захоплення меморіалу Джефферсона, що досі знаходиться під контролем Анклаву. Для підтримки наступу активно застосовується відроджена вченими Братства довоєнна машина, призначена для звільнення Аляски від китайців — робот Ліберті-Прайм. Дійшовши до меморіалу, герой і командир еліти Братства Сталі на ім'я Сара Лайонс пробираються всередину. У ротонді вони зустрічають полковника Отема, після перемоги над яким героєві належить вирішити долю Столичної Пустки.
Він може запустити очисник, що забезпечить Пустку водою і вб'є більшість мутантів, але сам Подорожній при цьому або загине, або отримає серйозні травми. Також Подорожній може отруїти воду, чим завдасть непоправної шкоди Пустці, або послати когось замість себе, заробивши репутацію боягуза. В такому разі славу героя отримує той, кого він послав на вірну смерть.

## Відгуки
| Агрегатор    | Оцінка                                           |
| ------------ | ------------------------------------------------ |
| GameRankings | 92.4/100 (Xbox 360) 91.1/100 (PS3) 90.4/100 (PC) |
| Metacritic   | 92/100 (PC) 91/100 (PS3) 93/100 (Xbox 360)       |

| Видання                      | Оцінка                                     |
| ---------------------------- | ------------------------------------------ |
| 1Up.com                      | A                                          |
| Edge                         | 7/10                                       |
| Electronic Gaming Monthly    | A, B+, A+                                  |
| Eurogamer                    | 10/10                                      |
| GameSpot                     | 9/10 (PC) 9/10 (Xbox 360) 8.5/10 (PS3)     |
| GameSpy                      | 5/5                                        |
| IGN                          | 9.6/10 (Xbox 360) 9.4/10 (PS3)             |
| M! Games                     | 91/100 (PC) 91/100 (PS3) 93/100 (Xbox 360) |
| Official Xbox Magazine (США) | 10/10                                      |
| PC Gamer (Велика Британія)   | 90 %                                       |
| PC Gamer (США)               | 91 %                                       |
| TeamXbox                     | 9.4/10                                     |
| X-Play                       | 5/5                                        |

| Видання     | Оцінка |
| ----------- | ------ |
| Домашний ПК | 5/5    |

#### Зарубіжні огляди
Рецензент 1UP.com Дем'ян Лінн дав високу оцінку за «відкритий ігровий світ і відмінну систему розвитку. Хоча V.A.T.S. — це непогано, але присутній недолік точності в реальному часі і кулачній боротьбі, мала різноманітність ворогів». З огляду ним був зроблений висновок, що Fallout 3 — «надзвичайно амбітна гра. Подібні рідко випускаються».
Редактор IGN Ерік Брадвіг позитивно оцінив гру за «незвичайний» дизайн та сказав: «Ви могли б не знайти в грі нічого, крім подиху вітру через трухляві дерева та пилу, що летить безплідними рівнинами… Fallout 3 доводить, що дрібниць може бути багато». В огляді зазначалося, що «безліч реалізму» в поєднанні з «численними завданнями та розмовами» створює «одну з найцікавіших ігор нового покоління».
В огляді гри від журналу Kotaku Майк Фейхі зазначив, що «композиції Інона Зура прекрасні, але справжня музика Fallout 3 — американські пісні 1940-х і 1950-х років».
Вілл Таттл з GameSpy високо оцінив гру за «цікавий сюжет, бездоганну презентацію та сотні годин захоплюючого ігрового процесу». Хоча гра отримала оцінку 7 з 10, в наступному випуску десятиліття вона була поміщена на 37 місце в номінації «100 найкращих ігор сьогодні» зі словами: «Fallout ‬ 3 розширює можливості, це хороша гра для проводження часу, дуже небагато ігор досягли такого рівня».
Fallout 3 привернула пильну увагу гравців з моменту початку розробки. На листопад 2008 року на провідному російському ігровому сайті Absolute Games Fallout 3 займав перше місце в списку 100 найбільш відслідковуваних ігор, кількість спостерігачів за грою склала понад 10 тис. осіб, тим самим випереджаючи найближчого переслідувача приблизно в два рази. За словами рецензента, найбільше старалися художники. Текстури вийшли просто чудові. Композиції Іноню Зура, за його словами, виглядають недоречними. Крім того, на сайті була розкритикована рольова система, оскільки від атрибутів тепер майже нічого не залежить, а гра мало не перетворилася на звичайний шутер. Ігровий світ, за словами рецензентів, просто прекрасний.
На IXBT.com гру оцінили позитивно. Рецензентам сподобалися свобода в стилі Fallout, доскональна опрацьованість світу та багатоваріантність місій, інтерфейс у вигляді PIP-Boy 3000, живі радіостанції, акторська робота, персонажі. Рецензенту Gametech не сподобалося схожість місцевих жителів з героями Oblivion, бойова система, дивний баланс та поломка зброї та броні, відсутність стимулів до дослідження ігрового миру і те, що після проходження основної сюжетної лінії не можна продовжити гру. вердикт журналу був такий: «Fallout 3 — це велика гра. Найголовніше, що вона зберегла свободу, вседозволеність та атмосферу».
На сайті BestGamer оглядачеві найбільш сподобалося радіо в грі. Можливість послухати музику середини XX століття дуже підходить стилю гри, особливо в битвах. Також рецензенти позитивно оцінили квести. Підсумок був таким:
|  | Fallout, яким він має бути в XXI столітті — від першої особи, з відмінною графікою, захоплюючим сюжетом, нескінченним відіграшем ролі, неперевершеним чорним гумором, ретрофутурістіческім стилем та приголомшливими за красою джазовими композиціями. Можливо, для когось Fallout 3 виявиться грою року. |
У публікації Найкращі комп'ютерні ігри гру оцінили так: корона і 96 %. За захопливість була поставлена оцінка 10, за графіком — 10, за звук — 9, за ігровий світ — 10 і за зручність — 10. Серед недоліків були відзначені даремні предмети в ящиках та контейнерах, занадто блискучі поверхні, які «не сприяють реалізму» та озвучення. Рецензенту не сподобалася фонова музика, якої «майже не чути» на відміну від попередніх частин. Вердикт журналу був таким:
|  | Змішавши підхід до ігрового процесу від Oblivion і всесвіт Fallout, розробники отримали майже ідеальну гру. Fallout 3 успадкував все найкраще від двох великих серій. Помарки є, без них не буває, але позитивні сторони настільки сильні, що недоліки просто не помічаєш. |
У журналі Игромания гра була оцінена переважно позитивно. За словами рецензентів, «очікування виправдалися на 90 %. Гра реіграбельна, сюжет класний, вона легка в освоєнні, але вона не зовсім оригінальна. То і справа відчувається Oblivion. У грі залишилися всі сильні сторони перших частин». За геймплей була поставлена оцінка 9, за графіком — 8, за звук і музику — 8, а за інтерфейс та керування — 8,0. Локалізація була названа непоганий. Підсумковою оцінкою було 9,5.

#### Українські огляди
Від українського журналу Домашний ПК гра отримала оцінку 5/5 і відзнаку «Вибір редакції».

### Нагороди
Після виходу Fallout 3 отримала багато нагород, серед яких:
- AIAS 12th Annual Interactive Achievement Awards[41]
  - Role-Playing Game of the Year
  - Outstanding Achievement in Original Story
- Gamasutra Best of 2008:
  - Game of the Year[42]
- GameSpot Best of 2008:
  - Best PC Game[43]
  - Best RPG[44]
- Official Xbox Magazine
  - Game of the Year[45]
- Gamespy Best of 2008:[46]
  - Overall Game of the Year
  - Best PC Game
  - Best Xbox 360 game
- Gamesradar Best of 2008:
  - Game of the Year[47]
  - Best Gore
- GameTrailers Best of 2008:
  - Best RPG[48]
  - Best PC Game[49]
- IGN Best of 2008:[50]
  - Overall Game of the Year 2008[51]
  - Best Xbox 360 Game
  - Best RPG (Xbox 360)
  - Best Use of Sound
- Spike Video Game Awards 2008:
  - Best RPG[52]
- X-Play Best of 2008:
  - Best RPG[53]
- Game Pro 2008:
  - Best Story
  - Xbox 360 Game Of The Year